# 篠宮神社シリーズ
『篠宮神社シリーズ』（しのみやじんじゃシリーズ）は、夜行列車による日本のホラー小説シリーズ。昭和の終わりに九州の片田舎の町を突如襲った怨霊による復讐劇と、それを鎮めた二人の巫女の献身を描く「首くくりの町」に始まる。

2025年6月現在、第七作「呪の曙」の第四部を連載中。

第一作「首くくりの町」は2019年1月24日にエブリスタ主催の「第6回 未完結でも参加できる執筆応援キャンペーン（テーマ「神様/悪魔/あやかし」）」に応募され、最高の準大賞（大賞は該当なし）を獲得した。
自身のサイトや小説家になろう・カクヨムなどで公開された作品を基にyoutubeの複数のチャンネルで公開された朗読動画が人気を博し、2023年6月1日ピッコマにて武者辰虎によるコミカライズ連載が始まり、「YouTube総再生数550万回越え」と宣伝されている。
台湾でも読者翻訳の本作が台湾のホラー小説投稿サイトへ投稿され、2021年10月12日に第一作「首くくりの町」が、2022年5月5日に第二作「山に入れなくなった話」が、台湾の出版社知翎文化から書籍化された。

## あらすじ

### 第一作「首くくりの町」[4]
昭和が終わろうかとする時代、九州の片田舎にある小さな町。主人公は小学四年の夏祭りの夜に、ある少女とその祖母と出会う。少女は兄の同級生で皐月、祖母は篠宮神社の先代巫女で神嫁と呼ばれたシズ婆さん。
それ以後、主人公は兄と共に篠宮神社に出入りするようになる。そして一年が過ぎ、夏祭りが近づいてきたころ、町に不穏な空気が流れ始める。
最初は付近に山犬や猿が頻繁に出没するようになり、次いで害獣駆除で山に入った猟友会の人達が全員首を吊った状態で発見される。その人達の死因が脳内出血と判明すると「祟りでは」との風評が流れ、篠宮神社神主によるお祓いを行われるが、翌日から山の野生動物たちが「まるで山から逃げるように」町に大挙して降りてくる。
徐々に露わになる災いに対して各宗派（神道、仏教、カトリック教会）が尽力するが、高熱と首吊り自殺の進行は食い止められず、ついに町中でも「首を吊った死体」が見られるようになる。そしてシズ婆さんによる霊視により、災いの元は「129人分の怨念が一つに集まった怨霊」と判明、さらに古文書に記された過去の惨劇が発見されるに及び、妙蓮寺で行われた悪霊退散の大法要、シズ婆さんが祭主となって執り行われた清祓の儀式は、しかし怨霊を鎮めることは出来なかった。
篠宮神社の祭神がシズ婆さんに伝えた過去の因縁、かつて江戸時代末期にこの地で起こった悲劇と殺戮の連鎖が語られ、最後はシズ婆さんによる身を賭した怨霊調伏が始まる。が、その途中でシズ婆さんは寿命を迎え、篠宮神社神主が後を継ごうとするも成しえず、その役は孫の皐月へと引き継がれる。
篠宮神社の御守り（外伝）
”篠宮神社の神嫁”と呼ばれる篠宮皐月が作成した特製の御守り。この祭神の分身（分社）とも言うべき強力な御守りを、皐月の次女・水無月の目を通して語る。
事故物件（外伝）
東京でサラリーマン生活を送る皐月の長男・宗一郎。霊感ゼロの彼が、姉からの依頼で事故物件に無料で住む日常を描く。

### 第二作「山に入れなくなった話」[4]
西日本の山中の寒村で生まれた主人公は小学校6年の時に2人の友達と禁じられた山に入り、遭遇した恐ろしい存在（神）から問いかけられた。「取って食べよか。親御の元に戻そうか」。そして「帰してください」と懇願し、一人だけ村（親御の元）に戻される。
時は流れ、東京代々木で映像の仕事をしている主人公は、オカルトビデオの編集作業中に、かつてTV用に撮影されお蔵入りとなった映像を編集する。そして除霊場面の若いタレントと目が合う。
気になった主人公は映像の情報を調べるが、出演タレントは行方不明、除霊していた霊能者は急死していた。そして怪奇現象に襲われるようになり、入院した病院の看護師から霊能者を紹介される。映像で除霊していた霊能者の娘も合流して行われた除霊は失敗、寺の本堂が半壊して死者・重傷者が出る大惨事となる。
追い詰められ絶望した主人公は街を漂いながら、遠くから聞こえる「どこかで聞いた声」に気付き、あの時から避けていた山に入る決意をする。そして山中まで追ってきた怨霊から逃げた先でかつて遭遇した神との再会を果たし、前回と同じ問いかけに「食べてください」とお願いする。

### 第三作「外国人労働者」[4]
不法残留の中国人に憑りついている中国人の「父娘の怨霊」。相談を受けた主人公は言葉の壁に苦慮する。スマホの翻訳ソフトは「霊となった中国人」の声を拾えないのだった。
知り合いの伝手を辿って中国人霊能者と接触して助力を得ることに成功、彼によって事の顛末が判明し「父親の霊」を封じた瞬間、「狂った母親の霊」が乱入して除霊は失敗する。
改めて迎えた道教の老師により「母親の霊」を封じ、ついに「父娘の怨霊」を成仏させることに成功する。

### 第四作「深夜ラジオ」[4]
金曜深夜のラジオ番組「怪談ナイト」で、リスナーから投稿された心霊写真をツイッターに掲載したところ、思わぬ反響を呼ぶ。さらに投稿したリスナーの下には、写真館を営んでいた亡き祖父が溜め込んだ心霊写真が箱一杯にあるという。
反響に気をよくしたパーソナリティの近藤ジローは知り合いの鑑定士を呼んで、youtubeの生放送で「鑑定ライブ」を行う。
箱から次々に取り出され鑑定される心霊写真、しかし「ある一枚」を目にして鑑定士の手が止まる。そこには鑑定ライブの「今の場面」が映っていた。そして歪んで映っていた霊能者（勧請院）が突如昏倒する。混乱する現場で止め忘れられられたカメラが映す霊の顔。それは鑑定ライブを視聴していた人達に、様々な霊障を引き起こしていく。
混乱から一夜明け、心霊写真のお焚き上げ供養のため京都に向かう一行。放送局スタッフに加え、入院した霊能者の父（立花氏）が同行する。しかし箱を積んでいた立花氏の車が不可解な状況で崖下に転落、立花氏は死亡する。そして何とか箱を持ち込んだ高頼寺が、一週間後の放送日夜に全焼する。
対応に窮した番組スタッフは、旧知のオカルト雑誌編集者である篠宮水無月に助けを求める。そこに全焼した高頼寺から、一人の僧（相楽氏）が三枚の心霊写真（「若い女」「老婆と子供」「山に懸かった黒い靄」）と共に到着する。凶悪な怨霊をその身に付けて。
水無月により急遽集められた霊能者6人は何とか怨霊を写真に封じることに成功するが、相楽氏から告げられた事実が波紋を広げる。それは箱の表に招霊、内部に除霊の札があり、招き寄せた霊を内部に閉じ込めて蟲毒のような状態にする、とのことであった。真相を求めて箱の持ち主を訪れた水無月達は、この箱が天道宗を名乗る宗教団体により作成されたことを知る。

### 第五作「拝啓 タラチヒメ様」(短編)[4]
篠宮水無月は母の皐月から電話を受ける。篠宮神社に突然来た神の依頼で、以前知り合った前田（第二作の主人公）に神（タラチヒメ）と接触するための「依り代」になって欲しいと連絡してくれ、との内容であった。
よく理解出来ていない前田であったが以前の恩があるため了承、水無月と共に篠宮神社に向かう。そして行われた遥拝の儀式。だが、勝手に眷属（前田）を使われたタラチヒメは、前田を故郷の山に連れ去る。

### 第六作「闇の鳴動」[4]
鑑定ライブ事件によって判明した霊を使った蟲毒、それを実行している天道宗の存在。霊能者達がその調査に乗り出した直後に発生する集団自殺事件。
集団自殺を主導したと見られた通称ヨミこと丸山理恵は警察により射殺されるが、その遺体が運び込まれた病院で怪奇現象が発生する。前田の彼女が看護師として勤務していることから、笠根や水無月たち霊能者が集められる。
霊安室で除霊を開始した霊能者たちは、現れた怨霊に既視感を感じる。それは鑑定ライブ事件で除霊した「蟲毒によって合成された怨霊」と同質の感触だった。そして遺体に残された供身の入れ墨から、ヨミは天道宗によって作られた存在と推測する。そして天道宗の情報を求めて、「テンドウ」を探している中国人道士と接触する。老師との情報交換により徐々に見えてくる天道宗の呪法・過去・現在、そして「テンドウ」と箱の関係。水無月達は天道宗の実体を探りつつ、反撃を開始する。

### 第七作「呪の曙（しゅのあけぼの）」[4]
集団自殺事件（ヨミ騒動）が天道宗によるテロ事件であると、月刊誌「OH! カルト」で実名告発した水無月。公表したことで、天道宗や霊を封じた箱に関する情報が次々と集まってくる。そして怪談ナイトに出演した水無月は、ついに天道宗から連絡を受けて対面する。しかし話し合いは平行線を辿り、時を同じくして二回目の集団自殺事件が発生、両者は相容れないままに分かれる。
天道宗の本部（NPO法人ミルキーウェイ）や総本山（道厳寺）を突き止め反撃を模索する水無月たちであったが、先手を取ったのは天道宗であった。最恐の怨霊平将門を神として祀り、その怨霊化を封じる神社が一斉に炎上したのである。それに対して水無月たちはデモ隊を組織して公の場で天道宗を糾弾する一方、勧請院の協力で密かに天道宗施設を襲撃して招霊箱を奪取する。
ついに天道宗は招霊箱を使った大霊障を決行、街中で解き放たれた怨霊により多数の死者が出る大惨事となる。翌日、水無月はデモ隊を率いて道厳寺へ突入、自らを供身として怨霊を宿した小木老人と直接対決する。この戦いは複数の動画配信者によりライブ配信されるが、それこそが天道宗の真の狙いであった。
そして小木老人（に憑いた霊）を祓った水無月達は、天道の霊を宿した招霊箱を追って天道宗本部へと転戦する。
一方、心霊現象を頑なに認めない国内大手マスコミであったが、海外のマスコミが「Evil Spirits」（悪霊）や「Ghosts」（幽霊）として報道し始めたことで、追随して「天道宗」による「心霊テロ」「大霊障」との報道に舵を切り始める。そして水無月の母・皐月を始めSNS上にアカウントを持つ霊能者達がそれぞれの方法で対天道宗の公開祈祷を開始する中、水無月達はミルキーウェイのあるビルに突入、紹霊箱から解き放たれた複合霊（紹霊箱の中で混ざり合ってしまった霊のこと）の浄霊を開始する。

## 登場人物

### 主人公
小林ケイタ / 篠宮慶宗
第一作の主人公。兄と妹がいるが、幼い時に両親が離婚して父親と妹の記憶はほとんどない。
小学校四年の夏に皐月とシズ婆さんと知り合い、地元の篠宮神社に出入りするようになる。篠宮神社の祭神から皐月を助ける様に依頼され、怨霊の鎮めを受け継いだ皐月を最後まで見守り、後に皐月と結婚（婿養子）、篠宮神社の神主となり2男3女を儲ける。
妻の皐月が作った御守り（非売品）には及ばないが、自身も「効果のほどは折り紙つき」とされる御守りを作成して販売している。
前田浩二
第二作及び第五作の主人公。代々木の映像制作会社に勤務するエンジニア。西日本のとある山に住む神「タラチヒメ」の眷属。
小学生のころに故郷の禁じられた山で神と出会い、一人生還する。この件で一家は東京に移り、以後は山に入ることを避け、心霊関連にも関わらない様に生活していた。しかし仕事で扱った「お蔵入り映像」により怪奇現象に巻き込まれ、自らの意思でタラチヒメに会うため山に入る。その過程で笠根や伊賀野和美、篠宮水無月など霊能者と出会い、看護師の斎藤由香里と交際に発展した。
第五作では篠宮皐月に頼まれて篠宮神社に赴き、遥拝の儀の依り代となるがタラチヒメに連れ去られる。その後もヨミの除霊や老師関連の場面で登場する。
前田が入院していた病院で笠根が「恐ろしい狐」を目撃しており、親御の元に戻して以降もタラチヒメは御使い（狐）を使って前田を見ていたと思われ、その後も「連れ去られたり」「視線で脅かされたり」とお気に入りであることがわかる。また前田の窮地を助けた事について篠宮皐月は、「せっかく助けた（親御の元に戻した）人間の子供を殺そうとしてるなんて、自身に対する不敬と感じているのでは？」と推測している。
これまで三回タラチヒメと出会って生還を果たして周りから眷属扱いされているが、当人は「次は食われる」という強い思いから恐怖の対象である事に変化はない。
笠根
第三作の主人公。西東京の方明寺の僧。宗派の記載はないが密教系と思われる。年齢は40前後で痩せて背が高い。本人曰く「荒事の類はめっぽう弱い」。
初出は第二作で、知り合いの看護師・斎藤由香里からの連絡で前田を方明寺に保護する。除霊失敗後も前田を気にかけ、高尾山まで連れていく。ちなみに除霊失敗で方明寺の本堂が半壊した上に同僚の僧に死者を出し、元々非協力的だった住職は明確に除霊反対を表明（やるなら本山でやれ！）、以後は除霊に寺を使うことが難しくなっている。
第三作では言葉の通じない外国人（中国人）の除霊に悩み、第二作で知り合った伊賀野和美を通じて「中国語が話せる霊能者」を探してもらい、最終的に老師が「狂った母親の霊」を封印した後に自身で父娘の霊を成仏させた。その手腕には老師も感嘆している。
その後も鑑定ライブ以降の数々の除霊に参加、天道宗対策チームの主要メンバーとなる。主にサポートに回ることが多く除霊で目立った活躍は少ないが、怨霊に不意を突かれた水無月を助けたり、現場にいる一般人を守る立ち位置を取るなど欠かせないメンバーと言える。
第一話で登場した妙連寺の住職・大迫一禅について第七話で「ウチの宗派の実質トップ」と述べており、ついでに「もともと孔雀王を見て坊さんになりたいと思ったクチ」と仏門に入った動機を語った。
近藤ジロー
第四作の主人公。怪談蒐集家を名乗るタレント。民明放送で金曜日深夜に放送している怪談ナイトのラジオパーソナリティ。タレント歴は長く、怪奇現象やオカルト界隈では有名人。
ラジオパーソナリティとしては思い付きで内容を変えるお調子者な面や、あえてアシスタントの小林アナに内容を伝えないなど悪戯好きな面があったりと、かなりな自由人気質。心霊写真の鑑定もその場で知り合いの鑑定士に電話して決めてしまう。ただ鑑定会での結果（霊障によるリスナーの被害）については重く受け止めており、急遽開かれた会議では全ての責任は自分としたディレクターの発言を受けて、自分にも責任がありメディアへの説明などは自分がやると表明している。その翌日も、真っ先に入院した勧請院を見舞い、心霊写真を京都の寺に運んでいる。
原因となった天道宗への抗議デモを主導するなど、その後も常に当事者として行動することを心がけ、反天道宗運動の顔として知られることで天道宗からの攻撃を受ける可能性も認識しつつも、自分が死なない事で「ヨミによる自殺はまやかし」と証明する意義を優先している。なお失踪した勧請院からの接触を受け、その窓口ともなっている。
第六作以降も対天道宗運動に参加して、作中に登場している。
篠宮水無月
第六作以降の主人公で、第一作・第三作以外の殆どに作品に登場している主要登場人物。第一作のヒロイン篠宮皐月の次女。東京でオカルト月刊誌「OH! カルト」の編集者をしている。
外伝を除くと第二作の終盤で初登場、怨霊だと思っていたものが「鬼」であることを一目で見抜き、恐ろしい存在（タラチヒメ）の調査を行った。第四作でも終盤に旧知の近藤ジローに請われて民明放送に向かい、そこで天道宗の事件に巻き込まれて以降、ほぼ主人公（語り手）的な立ち位置となり、第六作以降の天道宗の調査を基に編集を務めるオカルト月刊誌上でヨミ騒動の黒幕として天道宗を実名で糾弾、抗議デモを企画するなど反天道宗運動の中心人物となる。
性格は陽気で楽観的、茶目っ気もありコミュ力が非常に高い。同世代の連雀からは「篠宮さんが主人公すぎて辛い」と言われたことも。ただ読者から相談を受けた招霊箱の回収では、若い女性という事で所有者（依頼者の親や祖父など年配者）の信用を得られずに交渉が難航する事も。
多くの優れた霊能者と一緒に除霊を行う中で、霊能者としての自身の立ち位置を考える場面もある。

### 篠宮家
篠宮皐月
第一作「首くくりの町」のヒロイン。篠宮神社の分家の生まれで、シズ婆さんから次期巫女として教育を受け、町を襲った怨霊の鎮めをシズ婆さんから受け継ぐ。鎮めが終わり生還した後に主人公と結婚。
鎮めを成し遂げた事でシズ婆さん同様に神嫁と呼ばれ、次女・水無月曰く「神様と仲が良すぎて普通に日常会話」するレベルとのこと。当人の霊能力も高いが一番の強みは祭神の厚い加護であり、篠宮神社に居る場合に限るが、ほぼ祭神と同等の力を振るえる。また夫の篠宮慶宗に頼まれて手作りした御守りは5個を子供が持ち、残り5個が神社で保管されている（稀に貸し出されることがある）。
第二作では前田が山で遭遇した「恐ろしい存在」を霊視してその正体を語り、第四作では電話で水無月に助言を行うと共に旧知の嘉納康明を助っ人に動かしている。それ以降も第五作では前田を依り代として遥拝の儀式を執り行ったり、祈祷の儀式を動画で公開したりと登場する場面は比較的多い。
ただし本筋とは別件で難件を抱えており、神社を離れることは難しい状況。
シズ婆さん / 篠宮シズ
（登場時）篠宮神社先代神主の奥さん（巫女）で、優れた霊能力と独自の手法で除霊なども行い、神嫁と呼ばれていた。
第一作序盤で主人公と出会ったときには既に引退しており、足も弱っている。そのため盆踊りを主人公に教えるように孫の皐月を呼んで引き合わせた。町を襲った怨霊の鎮めるために尽力したが、その途中に寿命を迎える。
篠宮静香
皐月の長女。東京で不動産関連の会社に勤務している。名前は「偉大な曾祖母（シズ婆さん）」から採られた。
幼い時から「次の神嫁」として常に祭神の傍に置かれるが、中学生ごろから笑顔が無くなってしまう。高校卒業後に東京に行き、そのまま就職して今に至る。霊能者としての素質は姉妹で一番高いと思われる。
第七作で登場。妹の水無月が天道宗と対決している状況を心配しているが自身が参戦する気はなく、また母の皐月を騒動に巻き込んだ場合、「万が一でもお母さんが死ぬようなことがあれば、下手したらウチの家系断絶するから」と警告した。天道宗による大霊障が起きると、SNS上にアカウントを持つ霊能者に母の公開祈祷に合わせて協力を依頼するメールを送り、自身のアカウント（それなりにフォロワーの多い不動産系）を使って拡散に尽力した。
篠宮宗一郎
皐月の長男。第一作外伝の主役。東京でサラリーマンをしている。
姉から紹介される事故物件に無料で住んでいるが、欠点は半年程度で次に引越すこと。霊感はゼロで、部屋で起こる霊障には慣れていて大抵は気にも留めない。
篠宮暁
水無月の双子の弟。兄宗一郎と同じく霊感ゼロ。母の「特製の御守り」を持っているが、実家に居た頃はたまに霊を憑けて帰り、水無月が祓っていた（練習用と推測）。
地元で就職したようで、公開された母の祈祷では手伝う姿が映っている。
篠宮（妹）
水無月の三女で、名前は未登場。作中では「最近あざとくなってきた甘えん坊の妹」と表現している。

### 霊能者
嘉納康明
日本有数の霊力を自称する高名な霊能者。その知名度の高さから、月刊誌OH！カルトで企画された霊能者インタビューの連載では第一号に指名された。本名・佐々木祐一。
眼つきが鋭く大柄で、常に和装を着こなす男性。白髪混じりの髪をオールバックにして、前田の第一印象は海原雄山。和装には拘りがあるようで、後に人物特定を避けるため霊能者が変装する時にも「ふむ。私は結構です」と断っている。
主に陰陽道系統の技を使う。かつて難件の対処のため借りた篠宮神社「特製の御守り」を返却せず、一年間使い続けた事で神罰が下った前科があり、水無月からは銭ゲバ霊能者・拝金主義者と嫌われ「いつかトチって死ぬんじゃないか」とまで言われている。
第二作で主人公に依頼料2千万（相談料20万）を要求したり、第六作で水無月からの取材依頼に30万要求する（更なる値引きを求める水無月に「ウチの看板の問題」と返す）など報酬に関しては明確なポリシーを貫いているが、前述（神罰）の一件で皐月の依頼には無償で動く。修行中の伊賀野和美とは接点があるが、宿敵に「鬼」の可能性があることを教えなかった。また笠根とも会ったことがあるが、こちらは覚えていなかった。
霊能者としては皐月から「すごい力を持つ」と言われるほどの実力者で、鑑定ライブ時の集団除霊では女性の霊と単身で対峙、最後は連雀の支援を受けたものの退けることに成功している。また宗教界や経済界に多くのコネクションを持ち、一種のカリスマ性（存在感）も備えている事から対天道宗運動では意外と活躍している。
ただし、対天道宗活動のすべてに無償で協力するわけではなく、料金を請求する事もある。また複数の企業や団体で相談役となっており、反撃案として挙がった天道宗施設への強行突入など違法性がある行動には「これでもそれなりの社会的立場がありますからな」と不参加を表明している。
伊賀野トク子
TVなどに出演していた有名な霊能者。伊賀野庵の創設者。
第二作で前田が編集した「お蔵入り映像」に出演しており、霊に憑かれたタレント（木崎美佳）の除霊を行っていた。この除霊の後に急死する。
伊賀野和美
伊賀野トク子の娘で霊能者。第二作が初出で以降も各作に登場する主要人物、伊賀野庵を引き継ぎ不動明王を勧請し、その真言を得意とする。
スーツを着た30代半ばの女性で、伊賀野庵の二代目としてメディアを使った知名度向上を考えているためか「若干派手な化粧」との描写もある。
母を殺した悪霊を駆除するため霊能者として修行を続けており、笠根からの連絡を受けて伊賀野庵の僧たちと共に前田に取り憑いていた悪霊の除霊を試みるが失敗する（重体だが一命は取り留める。しかし伊賀野庵の僧2名は死亡）。一緒に除霊に加わった笠根はその力を高く評価し、それでも失敗したからには「本山に連絡するくらいはできますが、それでも解決するかどうか」と言っている。また嘉納康明も「伊賀野のお嬢さんが失敗したとなると」と思案し、「私も命をかけて祓うんです」として前田に依頼料2千万を要求した。対象を最後まで霊と誤認したままだったのは、水無月曰く「（力はあっても）ぶっちゃけ経験不足は否めないから」。
第三作では笠根から相談に、中国人霊能者（老師）に連絡を取って協力を取り付ける。除霊の場にも同席し、ハオを気絶させた女の亡霊を笠根と協力して防いでいる。
鑑定ライブの集団除霊では目立った活躍は無かったが、ヨミの除霊や奪取した紹霊箱の除霊では主導的な役割を担う。特にヨミの除霊では丸山理恵の霊を保護して、対天道宗では水無月と共に主役級の活動を行う。天道宗に対する抗議デモで参加者の除霊を担当、ネットで美人霊能者として有名になりつつある。
郭・鼬瓏（コウ・ユウロン）
周囲から老師と呼ばれている老齢の中国人。中国では有名な道士で、中国政府との軋轢から日本に拠点を移そうとしている。
第三作から登場。笠根の依頼で狂った母親の霊を封印し、去り際に”テンドウを知っているか？”と尋ねている。第六作で日本で開く気功道場のPR動画を前田の会社に依頼。この時”狐の妖怪が憑いてる”と前田に告げたことでタラチヒメの不評を買い、次に会った時には神の怒りを解くため「謝罪」や「ご機嫌取り」をして前田を狼狽させている。
日本の宗教界で伝手を辿って「テンドウ」の情報を集めており、接触した水無月たちに「テンドウ」を知った経緯や集めた情報を話したものの、探している目的を尋ねられた際には弟子（通訳）のハオが「研究のため」と返して老師の目的は不明なままとなる。
皓・宇玄(ハオ・ユーシュエン)
老師の弟子で、日本語通訳を務める中国人。
第三作から登場。老師の指示で笠根・伊賀野和美と一緒に「男の霊」を封じるが、直後に乱入してきた「女の霊」により気絶させられる。陽気で声の大きい営業マンみたいな感じだが、時々油断ならない目つきをする。
勧請院互秋
鑑定ライブに呼ばれた霊能者。
代々続く霊能者の家系に生まれ、父の能力が弱いため家業としては廃業したが、祖母の手解きを受けて霊能者として活動していた。放送局からの依頼で参加した鑑定ライブ中に意識不明となり、代役として箱を運んでいた父親が途中で事故死している。
鑑定ライブ時に女の怨霊に取り憑かれ、それから一種の共存関係にある。この怨霊は多数の心霊写真（に憑いた霊）による激烈な食い合いの中で勝ち残り、他の招霊箱より強力な怨霊となっている。蟲毒に苦しんだ怨霊はそれが天道宗による仕業と知り、独自に天道宗施設を襲撃して紹霊箱を開放していたが、後に水無月達と連携して活動するようになる。
通常時は勧請院が主導権を握っているが、女の怨霊の感情が高ぶると主導権を明け渡してしまう（その際には顔も変わる）。また徐々に同化が進んでいる様子もうかがえ、既に分離が難しい段階の可能性が作中で示唆されている。
連雀
鑑定ライブ事件の除霊に水無月が呼んだ霊能者。心霊風水師としてメディアに取り上げられ始めている若い女性で、風水関連の書籍を出している人気作家でもある。
当人曰く「私は何でも使う、神でも仏でもなんでも」とのことで、陰陽道や神道・仏教などの手法も使うことが出来る。そのため「特定の信仰を持つ人」に嫌われないか気にしたり、自室に「絶対見せられない物がある」と水無月のお泊りを断る場面がある。鑑定ライブでの集団除霊では主にサポートに回り、嘉納の除霊に助力したり、神道の道具を出して水無月に協力している。
表面上はクールを装っているが、天道宗の本丸（総本山）を発見した際には生来の悪戯好きでやんちゃな面を覗かせた。
神宮寺
鑑定ライブ事件の除霊に水無月が呼んだ霊能者。浅草の薬屋「泰雲堂」の店主。
店には心霊関係の相談も多く、霊に効くお香なども販売している。霊能者を紹介することもあるが、自身でも除霊が出来るオカルト界隈の重鎮。術式に関しては水無月にも判別が出来ない様で、独自色が強い手法と思われる。
鑑定ライブでの集団除霊では単身で「老婆の怨霊」を退かせ、大霊障の際には小木老人に憑いた怨霊に狙われて激しい戦いを繰り広げる。
常に飄々とした佇まいと口調で、それに憧れて水無月が真似することも。水無月が信頼して避難場所の一つに選んでいる。また店には（押しかけ）弟子の宗方一樹がおり、水無月のボディガードを務めた事もある（霊能者かは不明だが、神宮寺作の御札を使うことは出来る）。
家族は妻と息子・娘が居たようで、娘は現在結婚して海外にいる。しかし老婆の怨霊を除霊する際に「……みんな死ぬ（中略）お前の息子のように……」「……お前の妻も……もうじきだよ……」と言われており、息子は死去・妻も入院などで泰雲堂にはいない。
平野
友人の伊賀野和美に誘われて鑑定ライブ事件の除霊に参加した霊能者。降霊（霊媒）も行える。
見た目「普通のおばちゃん」。霊能者を職業としている訳ではなく、口コミで依頼を受けて除霊などを行っている。そのため家庭の事情が優先で、除霊や作戦会議などに都合がつかない場面もある。
鑑定ライブでの集団除霊では、皆が「女の怨霊」に注目する中で「老婆の怨霊」をいち早く察知し、降霊する事でその行動を束縛した。
相楽
京都にある高頼寺の僧。
高頼寺は昔から心霊写真など霊障を引き起こす物品のお焚き上げ供養で有名で、民明放送から心霊写真の対処を依頼される。その供養の最中に高頼寺は全焼するが、唯一人無傷で脱出して3枚の心霊写真と共に東京に向かう。
僧の中ではリーダー格として描かれており、自身が無傷で脱出出来たのは三枚の心霊写真を運ぶためと自覚している。事件後は京都に戻って高頼寺再建に努めている。
その他
第三作では伊賀野和美の友人で霊能者の吉富が登場している。第四作の鑑定ライブ事件の除霊で水無月が連絡を取った知り合いの霊能者の中に、予定が合わずに来なかった「川崎大師の菅原さん、修験道の小野寺さん、霊感カウンセラーの木崎さん」の名が出ている。また第七作の大霊障の勃発に対して複数の霊能者が公開で祈祷を始め、篠宮皐月以外に第一作で登場した妙連寺の住職・大迫一禅、神宮寺が「ダークな仕事もしてるっぽいマジの拝み屋」と評した「祓い屋兼拝み屋・月影堂」の名が登場した。

### 神、関係者
篠宮神社の祭神
名は不詳。皐月曰く「フランクな性格」「感情表現が豊か」。好奇心も旺盛で、水無月が分身とも云うべき特製の御守りを持って他の神社にお参りするのを喜んでいる様子。突然現れた「少女の姿の神」とも直に打ち解けて、滞在中はテンションが上がっていた。
第一作「首くくりの町」では町の住人の信仰心が薄まるにつれて祭神の人々に対する興味が薄れたことが、二百年前の怨霊を顕在化させた要因としている。（信仰が薄まる＝神が弱くなる、といった事ではなく、地域の人々への興味が薄くなることで、怨霊を抑止する事にも興味を喪いつつあった、といった図式）
水無月は一度だけ、「おかっぱ頭の少年」の姿を幻視したことがある。
タラチヒメ / 天垂血比売（アメノタラチヒメ）
前田の故郷にある山に棲む神。姿は赤い着物を着た大柄な女性で、狐目が特徴。山で出会った子供に「取って食べよか。親御の元に戻そうか」と、詠う様に問いかける。
かつては五穀豊穣をもたらす神として祀られていたが、その御社が山崩れで消失した後は新たな御社に宿ることはなく、山全体が「荒ぶる神の神域」として立ち入りを禁止された。
御使いとして狐を使い、病院や高尾山に入ろうとした笠根、前田の故郷の山に入ろうとした水無月が、それぞれ目撃している（前田には見えない）。水無月の場合は御守りから"やめとけ～"と感じたので「神域への進入」を拒否されたと思われるが、笠根の場合は状況から阻止する意図はなく、単に「強力な存在にビビった」だけと思われる。
また山地以外への干渉は制限される様で、怨霊に取り憑かれた前田にも御使いを付き添わせて見ること以外は「呼びかけ」だけで、他の場面でも「睨む」「気付かせる」などで直接的な能力の行使は見られない。
篠宮皐月が前田に語ったところによると、「とある稲荷神社の比売神で、五穀豊穣や山の実りをもたらし」「子供を神隠しにしてしまう」とされ、この子供については「神様のあり方として子供をお供えする必要がある」と解説した。新しい御社に宿らなかったのも、元々は「子供をお供え（生贄）にしていた」が、そういう時代ではなくなったことを察して人間との関係を再構築したためではないか、と推測している。
少女の姿の神
第五作で篠宮神社を訪れた神。髪は肩までのセミロングで無表情、洋服に赤い靴が特徴。
タラチヒメの山（神域）に入り帰ってこない眷属（鼬）を取り戻すため、以前タラチヒメと接触した（縁を繋いだ）ことがある篠宮神社の神嫁（皐月）にタラチヒメとの接触を依頼した。篠宮神社滞在中は祭神と仲良く過ごし、眷属が戻って来た時には「嬉しそうな表情」が垣間見えた。
その恩返しとして第六作で使者（松野）を使わして前田に助言を下そうとしたが、その時の前田の醜態を憐れんで自ら弁財天の境内に姿を現わし、「あの坊主（老師）には気をつけろ」と助言を与える。
ちなみにタラチヒメとは仲が悪いらしく、常に呼び捨ての上に「キチガイ」とまで言っている。
松野
少女の姿の神に仕える神職。篠宮神社にも神に随行して訪れている。
神の助言を前田に伝えようと横浜を訪れたが、先に神が自ら助言を与えてしまったので挨拶と共に「ご連絡いただければ神様にお伝えする」と名刺を渡す。名刺には「松野製薬ホールディングス相談役」との肩書があり、この神が薬祖神に繋がる比売神でことを暗示している。渡された前田は「神様へのホットライン」になるのか微妙（伝えるだけ？）と考え、万一の場合の再就職先ぐらいに受け取っていた。

### 怪談ナイト関係者
小林明美
民明放送アナウンサー。怪談ナイトの担当。
鑑定ライブ以後も除霊場面に立ち会うなど気丈に振舞っていたが、除霊の途中で気絶してしまう。また天道宗への抗議デモが開始されると報復対象になることを恐れた局の判断で降板、以後は作中には登場していない。
阿部
民明放送のディレクター。怪談ナイト担当で鑑定ライブの制作側責任者でもある。
鑑定ライブ後に開かれた緊急会議では、真っ先に「生放送を決めたのは僕ですし、（中略）なんらかの責任を取らされるとしたら僕ということになる」と出演者を擁護した。除霊以後の対天道宗活動でも近藤と行動を共にして、対天道宗活動のドキュメンタリー化を目論んでいる。
神楽坂右京
鑑定ライブに呼ばれた鑑定士。本業は古物商で、アンティーク商品を扱う過程で心霊関連の鑑定も行うようになる。
近藤ジローとは関西のラジオ番組で共演して友人となる。鑑定ライブでは、心霊写真を霊の気配を感じない「抜け殻」と気配を感じる「本物」に仕訳けていた。その後は（事前の予定通り）商品仕入れのためフランスに出国したと思われ、以後は作中には登場していない。
林田真由美 / リスナーネーム：麦かぼちゃ
怪談ナイトのリスナーで、亡くなった祖父（林田源三）が残した箱に入っていた心霊写真を番組に投稿した。
祖母と両親、姉が居る都内の女子高校生。問題の箱を何度か開け、学校の友人達と心霊写真を見た事もあったが特に霊障は発生していない。ただし、鑑定ライブ後に連絡が付かない友人がいた模様。心霊写真については姉に相談していたが、事件が大きくなるまで両親には話せなかった。

### 天道宗
丸山理恵
第六作に登場。30歳過ぎの現在まで男性経験も正規の仕事もしたことがなく自分で自分に「負け組」の烙印を押し、自殺を考えるようになって数年経った女性。
ネット上で自殺志願者の一人としてタツヤの勧誘を受けて男女の関係となったが、最後は悪霊を憑けられて集団自殺事件の首謀者ヨミとして警官に射殺される。遺体となって収容された病院で憑いていた悪霊（首つり自殺した女性）が追い払われ、丸山理恵の霊は伊賀野和美に保護される。
タツヤ / 新藤辰也
天道宗のネット担当。小木勘助のサポートもしており、「先生」と呼んでいる。丸山理恵は「年の頃は私と同じくらいだろうか。典型的なヒョロガリ」と述べている。
SNSなどを駆使して自殺志願者を集め、薬と暗示により集団自殺事件を起こした張本人。最初の一連の集団自殺の現場に女装した姿を残し、後にヨミと呼ばれる存在を作り出した。
大霊障の後に天道の霊をその身に憑かせる「天道の器」として育てられるが、状況からその役はキタムラに任される。
小木信一
天道宗の本部長。白髪で大柄な60代の男性で、小木勘助の息子。
水無月のインタビューでは招霊箱の作成は認めたものの、目的については開祖からの教えに基づく行為とし、それ以外（呪いの五芒星や集団自殺への関与など）は全て否定、「我々の教えの本質の部分も、他の宗教宗派と同じく人々の救済」と建前論に終始した。
小木勘助
天道宗の前本部長で、齢百歳に達する老人。
開祖天道から教えを受けた直弟子の最後の一人で、引退した身とは言いつつも事実上の指導者。鑑定ライブ事件の元になった招霊箱を林田源三氏（麦かぼちゃの祖父）に渡した人物でもある。
複数のライブ配信者を前にして、自らを供身とした大霊障を実行する。その際に「（敗戦から経済大国への）過程で置き去りにしてきたのが心」で、「経済と同様に心も育てる社会」を目的とし、そのため「（天道宗が）我が国の大魔縁になる」「（人殺しも）鬼たる私の役目」と述べ、「霊を恐れよ。呪いを恐れよ。恐れをもって神仏に泣きつけば良いのです」と締めくくった。また「人は痛みを感じねば医者にかかることをしません。我々こそが痛みをもたらすバイ菌、すなわち大魔縁」と説明する。
キタムラ
天道宗の管理下に置かれた丸山理恵の監視役兼世話役。外出する時には運転手として同行、霊に憑かれた丸山理恵を西新宿の高層ビル街まで運んだ。
「天道の器」として育てられた術者（タツヤの予備）でもあり、デモ隊を避けて道厳寺から本部に移された天道の招霊箱から供身により天道の霊を宿す大役を任される。
白装束の修験者
天道宗総本山の道厳寺にいる山伏。道厳寺の所在を突き止めた連雀とイタミ（興信所の職員）の前に２名現れ、車を止めようとして助手席側の窓を割る。
さらに道厳寺に突入したデモ隊の前に立ちはだかり、大霊障を実行した小木勘助に助力するため阿弥陀如来の真言を唱える場面では４名に増えている。
医療スタッフ
丸山理恵の前に、白衣を着た医師風の男2人と女性の看護師が現れている。ただ、その時の場所や天道宗との関りなど詳細は不明。
自殺志願者に使っている薬やお香について、タツヤが「開発してるミルキーウェイの人達」と述べた箇所があり、これも医療スタッフを指している可能性もある。

### その他
斎藤由香里
第二作で前田が入院した新宿の病院の看護師。東新宿在住。
やや霊感があり、前田の状況を察して旧知の笠根を紹介した。前田の除霊に失敗して重傷を負った伊賀野和美もこの病院に入院して知り合いとなり、その後に取材に訪れた篠宮水無月とも面識を持った。
第二作の後に前田と交際を始め、第六作で勤務先の病院に運び込まれたヨミの遺体による怪奇現象を前田を通して笠根に相談する。
木崎美佳
ほぼ無名の若い女性タレント。第二作で前田が編集した「お蔵入り映像」に出演しており、映像では伊賀野トク子の除霊を受けている。伊賀野トク子の掲示板で、トク子の訃報のレスに友人から思われる行方不明との書き込みが残されている。
怪異現象に見舞われた前田の周囲に度々現れるが、伊賀野和美によると一回目の除霊の数日後に伊賀野庵を訪れて再度除霊が行われ、その際に母トク子が急死、木崎美佳も死後数日経った状態で死亡していた、との事。
三谷幸弘
老舗の建築会社「三谷建設」の四代目社長。小柄で人の良さそうな初老の男性。第七作で天道宗を実名告発した「OH！カルト」の記事を見て連絡してきた。
実は先々代の時代から天道宗と繋がりがあり、地鎮祭などの拝み屋として毎年数万程度の報酬を顧問料として支払っていた。ただ数年に一度ぐらい「「鎮物（しずめもの」を埋めることがあり、その際に施主の了解をが得られない場合でも無断で埋めていたため法令順守が厳しくなった近年では社内で問題視されるようになり、「無許可の鎮物はしない」と伝えると紹霊箱が社長や取締役に送り付けられ、その対処に苦慮していた（通常の寺社では祓うのは困難）。
天道宗が鎮物を埋めた箇所を繋げると五芒星や（逆向きの）北斗七星を象る事から、呪いのレイライン（聖を祓い神気を通さない結界）を構築するために三谷建設を利用していたと水無月は推測した。また紹霊箱を水無月達が回収した事で三谷社長はこれ以降も協力、事前に天道宗の調査をした興信所を紹介すると共に費用を負担、更なる調査によって天道宗本山（道厳寺）の所在を突き止めるに至る。

## 用語
鬼
作中での定義は最初から鬼として生まれた妖怪。物の怪（もののけ）や怪異の一種。
霊との一番の差は「あやふやながらも、ちゃんと生きている」こと。そのため成仏させることは出来ず、対処方法は消滅させるのも難しいため、追い払うことが基本となる。
第二作で主人公に憑いた鬼について水無月は、ベテランの伊賀野トク子に霊と誤認させた点から「過去に何人もの霊能者や陰陽師と戦ってきた」「結構ヤバめな奴」と予想している。また「予備知識なしで見分けるのは難しい」とした上で、経験豊富な霊能者（嘉納康明など）なら鬼の可能性に気付いていたはずなのに、誰も伊賀野和美に教えなかった、と憤慨している。
ヨミ（黄泉）
黒のワンピースに長い黒髪で顔を隠した女性。
新宿・池袋・渋谷など繁華街で突如発生した集団飛び降り事件の各現場から、ただ一人立ち去ったことから事件の主犯格とされた。
ネット上ではその容姿から「黒サダコ」と呼ばれていたが権利者から営業妨害の警告が出され、魔女-黄泉送りの魔女-黄泉の巫女-ヨミと変遷して定着する。マスコミでも「ネット上ではヨミと呼ばれている」としながら使われ、一般に呼び名として定着した。
次に西新宿の高層ビル街に一人で姿を現し、周囲で自殺が散発する大混乱を巻き起こしながら徘徊した末に駆けつけた警官に射殺され、正体が丸山理恵であることが発表された。
その後、ネットで天道宗を激しく非難していた男性の自殺現場に現れ、さらに二回目以降の集団飛び降り事件でも各現場に現れている。大霊障では、自殺者の集団を海へと入水させている。
天道宗
開祖は天道実光兼房。明治後期の天道流神秘霊術研究會が前身の新興宗教。
大正期の文献に「淫祠邪教（インシジャキョウ）ノ徒ナリ』という記載が見つかり、熊野の宿坊に大正4年と昭和11年の宿泊記録が発見されている。また林田源三氏への昭和45年の手紙には「熊野における回峰行（真言を唱えながら峰々を巡る行）」や「熊野大権現」との記載があり、そこから修験道（熊野信仰）の系譜を引く宗派と推測され、呪術については陰陽道の系統を使う。
老師の話によると関東大震災時に救援活動で来た世界紅卍字会の道士（老師の先生の先生）が「テンドウ」なる人物と出会い、「邪教」と断じている。また調べた結果、いくつかの文献に登場する「テンドウ」という人物の記載は時代によりバラバラであることから、天道宗指導者の世襲名、または招霊箱を使って現在まで継続して存在している可能性を示唆した。
水無月達の調査により、本部（横浜、NPO法人ミルキーウェイ）と総本山（神奈川県某市、道厳寺）が判明。また「再び霊の時代が来る」「我ら霊威秘術を持て大神（おおみかみ）の末を誅し」などの情報から、現在の天皇家（大神の末）を介した神と人間の関り方を大きく変える事が目的と推測される。
平将門を神として祀る「北斗七星」を模したレイライン
作中では以下の7神社が挙げられている。
- 浅草と秋葉原の中間地点にある鳥声神社（鳥越神社｝

将門の「手」が埋葬されたとする伝承がある。
- 日本橋兜町の歌舞渡神社（兜神社｝

将門を祀る鎧稲荷と合祀した神社。将門の兜が埋葬されたとする伝承がある。
- 千代田区大手町の正門塚（将門塚）

将門の首を祀る塚。
- 同じく千代田区の冠田明神（神田明神）

三之宮に将門を祀っている。
- 津久戸神社およびその旧地である津久戸八幡神社（築土神社、筑土八幡神社）

築土神社の創建時は将門が主祭神で、戦災により焼失するまで首桶なども残されていた。現在地に移動する前の場所に筑土八幡神社が残る。
- 西早稲田の御厨稲荷神社（水稲荷神社）

将門を討った藤原秀郷が創建。病に罹った秀郷が、ここで将門を弔ったとの伝承がある。
- 北新宿の鎧井神社（鎧神社）

将門の鎧を埋めたとする伝承がある。